# Karen Addison
Karen Addison (* 28. August 1970 in Edinburgh) ist eine schottische Curlerin. 
Addison gewann in den Jahren 1990 und 1992 die Juniorenweltmeisterschaft.
2007 gewann sie bei der Curling-Weltmeisterschaft in Aomori die Bronzemedaille. 
Bei der Curling-Europameisterschaft gewann sie zweimal Silber. 1995 in Grindelwald und 2007 in Füssen.